# Trichopilia mutica
Trichopilia mutica är en orkidéart som först beskrevs av John Lindley, och fick sitt nu gällande namn av Heinrich Gustav Reichenbach och Heinrich Rudolph Wullschlaegel. Trichopilia mutica ingår i släktet Trichopilia och familjen orkidéer. Inga underarter finns listade i Catalogue of Life.

## Bildgalleri

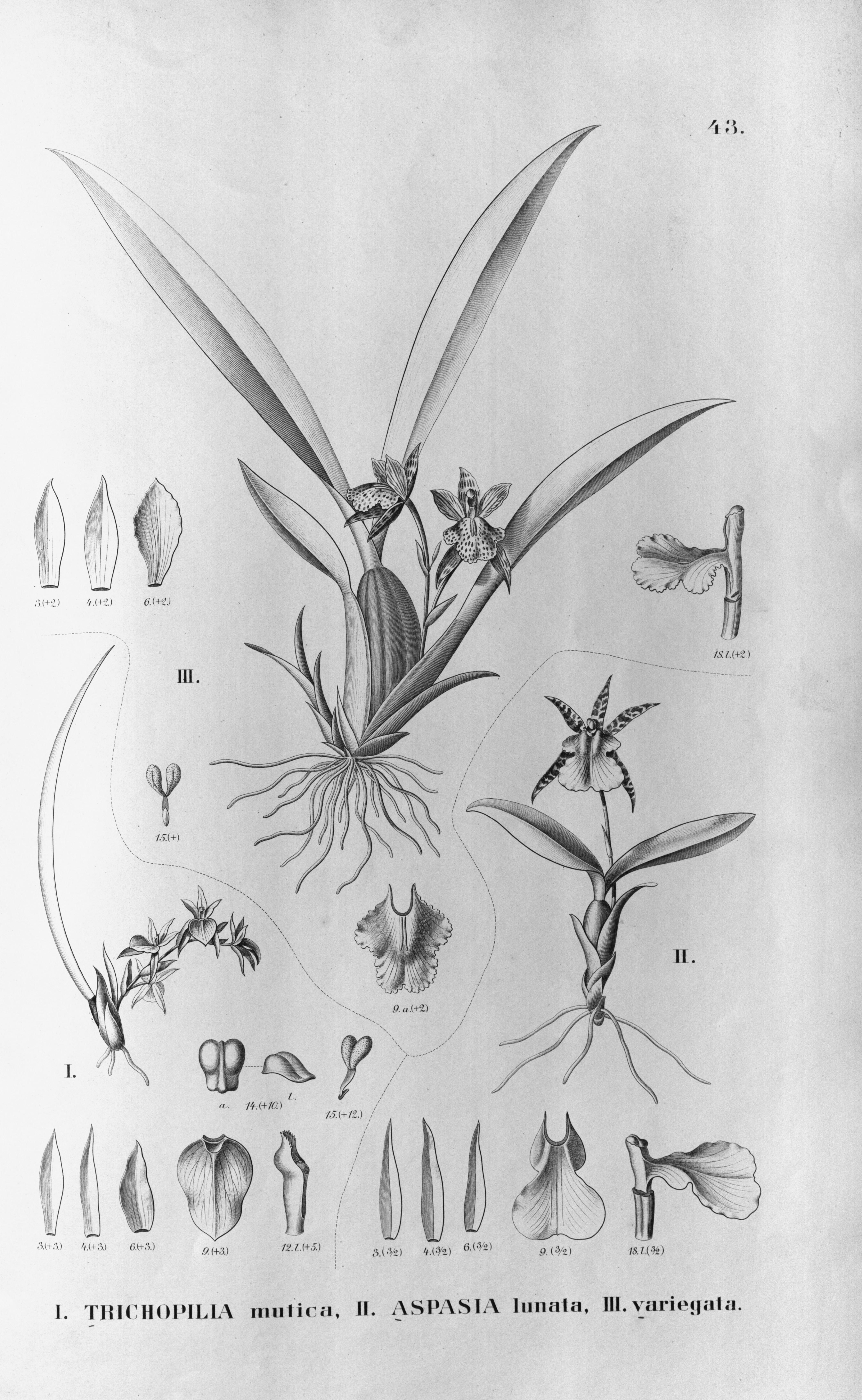